# 吕尔西莱维
吕尔西莱维（法語：Lurcy-Lévis，法語發音：[lyʁsi levi]）是法国阿列省的一个市镇，位于该省北部，和谢尔省接壤，属于穆兰区。该市镇2009年时的人口为1,893人，总面积为71.42平方公里。

## 人口
吕尔西莱维人口变化图示
| 数据来源：INSEE |